# Księżniczka Mononoke
Księżniczka Mononoke (jap. もののけ姫 Mononoke-hime) – pełnometrażowy film anime w reżyserii Hayao Miyazakiego. Jego premiera miała miejsce 12 lipca 1997 roku.
Akcja filmu rozgrywa się w Japonii w okresie Muromachi (przypada on na lata 1336–1537). Film opowiada o konflikcie między strażnikami lasu (wszelkiego rodzaju duchy, bóstwa i zwierzęta) a ludźmi niszczącymi przyrodę ze względu na cele ekonomiczne.

## Znaczenie słowa „mononoke”
W mitologii japońskiej termin mononoke (jap. 物の怪 mono-no-ke) określa szeroką grupę stworzeń, takich jak: duchy (zwykle leśne), zjawy, widma, demony. Często używa się go zamiennie z yōkai.

## Fabuła
Ashitaka, młody książę ludu Emishi, ratuje swoją wioskę przed Nago, zaklętym w demona bóstwem-dzikiem. Jego poświęcenie okazuje się brzemienne w skutkach: przypłaca je on klątwą, którą obłożył go umierający bóg. Ashitaka zostaje wysłany przez starszyznę wioski do krain zachodnich, skąd przybył Nago, by dowiedzieć się co spowodowało przemianę bóstwa w demona. Ma także spróbować zdjąć rzucone na siebie przekleństwo. W czasie swojej podróży dociera on do „żelaznego miasta” zarządzanego przez panią Eboshi. Mieszkańcy miasteczka trudnią się wyrobem żelaza i broni, żyją jednak w otwartym konflikcie z siłami natury: aby miasto mogło działać, konieczne jest karczowanie okolicznych lasów, na co nie godzą się mieszkające w nich bóstwa i zwierzęta. Mieszkańców lasu reprezentuje między innymi San: ludzkie dziecko wychowane przez wilczycę. San zna ludzki język, jednak brzydzi się ludźmi, a sama uważa się za wilczycę. 

## O filmie
„Księżniczka Mononoke” jest wraz ze „Spirited Away” oraz „Moim sąsiadem Totoro” najbardziej rozpoznawalnym filmem ze Studia Ghibli. Film ten odniósł wielki sukces i przypieczętował pozycję Miyazakiego jako najbardziej popularnego twórcy anime. Serwis Rotten Tomatoes przyznał mu wynik 92%.
Film porusza problem koegzystencji środowiska naturalnego oraz człowieka. Rozwój akcji pokazuje, że zarówno ekspansywnie nastawieni ludzie, jak i pragnące zemsty duchy lasu, nie mają racji. Eboshi jest niebywale zuchwała, chce pokazać wyższość ludzi oraz cywilizacji nad siłami natury. Jest przekonana, że w dzisiejszym świecie brak miejsca dla bogów. Yōkai natomiast są zaślepione żądzą zemsty, chcą za wszelką cenę zniszczyć ludzi, odpłacić za każdą krzywdę. Postawy obu stron prowadzą do otwartej wojny, zniszczenia i przelewu krwi. Dopiero Ashitaka to zauważa i jest w stanie, nie opowiadając się po żadnej ze stron, zaprowadzić pokój.
Nienawiść w tej animacji ma potężną siłę, zdolną jedynie do zabijania. Miłość natomiast jest potężniejsza i wszechobecna, daje życie, jak również je odbiera.
Film pokazuje, że ludzie mogą żyć w zgodzie z naturą, jednak pod warunkiem, że obie strony będą skłonne do poświęceń. Potępia on również ekspansywną gospodarkę, w której, w zaślepieniu zyskiem, zapomina się o bezpowrotnym niszczeniu środowiska i starych tradycjach. Obraz ma silną wymowę pacyfistyczną, ukazuje bezsens jakiejkolwiek wojny oraz rozlewu krwi. Dosadnie przedstawione jest to na wojowniczej grupie samurajów. Film, łamiąc konwencje szlachetnych i honorowych wojowników, pokazuje ich jako bandę okrutnych i pozbawionych skrupułów rzezimieszków i zawadiaków, szturmujących każdą napotkaną wioskę wyłącznie dla zysku.

## Dystrybucja
Po sporym sukcesie w rodzimej Japonii film trafił do amerykańskiej dystrybucji. Dla potrzeb amerykańskiego dubbingu zatrudniono znanych aktorów (głosów użyczyli m.in. Gillian Anderson, Claire Danes, Billy Bob Thornton). Angielski tekst został opracowany przez Neila Gaimana. MPAA nadało filmowi klasyfikację PG-13, ponieważ reżyser nie zgodził się na jakąkolwiek cenzurę. Wersja amerykańska trafiła także do Polski: w kinie film wyświetlany był z angielskim dubbingiem i polskimi napisami, wydanie DVD także nie zawiera oryginalnej japońskiej ścieżki. Wersja amerykańska znacząco różni się od wersji japońskiej (m.in. dodanie narratora).